# Arara
Arara is een gemeente in de Braziliaanse deelstaat Paraíba. De gemeente telt 12.804 inwoners (schatting 2009).
De gemeente grenst aan Solânea, Areia, Serraria, Casserengue en Algodão de Jandaíra.